# آرامگاه تپه خشتی
بقایای آرامگاه تپه خشتی مربوط به سدهٔ ۶ تا ۹ ه‍.ق است و در شهرستان مشهد، روستای اسلامیه واقع شده و این اثر در تاریخ ۱۰ خرداد ۱۳۸۲ با شمارهٔ ثبت ۸۹۴۵ به‌عنوان یکی از آثار ملی ایران به ثبت رسیده است.